# Зін аль-Абідін бен Алі
Зін аль-Абідін бен Алі (араб. زين العابدين بن علي. фр. Zine el-Abidine Ben Ali; 3 вересня 1936 Хаммам-Сус—19 вересня 2019 Джидда Саудівська Аравія) — туніський політик, президент Тунісу (1987-2011). 14 січня 2011 року після запеклих протестів громадськості він покинув країну і втік до Саудівської Аравії. Його президентство широко розглядають як авторитарну диктатуру. Крім іншого він був засуджений за фальсифікацію результатів виборів, репресії та розправи з опозицією.

## Біографія
Народився 3 вересня 1936 року в Хаммам-Сусі в багатодітній сім'ї. Ще школярем включився в підпільну боротьбу за незалежність Тунісу. Його кілька разів заарештовували. Вчився у Франції у Вищому військовому училищі Сен-Сір. Пізніше отримав дипломи Артилерійського училища в Шалоні-на-Марні (Франція), Вищої школи розвідки і безпеки (Мериленд, США). Військове звання — генерал. З 1958 року працював в генеральному штабі. 1974 року Бен Алі призначають військовим аташе в Марокко. 1977 року став генеральним директором Служби національної безпеки. У 1980 роки Бен Алі призначений послом до Варшави. З 1984 року був міністром національної безпеки і внутрішніх справ. У 1987 став прем'єр-міністром 7 листопада 1987 року Бен Алі змістив 84-річного довічного президента Хабіба Бургибу. Операція була проведена без жодного пострілу.
У 1989 під керівництвом президента була вироблена економічна програма, що пропонувала вирішити відразу кілька проблем. Передусім три ключові: збільшити обсяг капіталовкладень для підйому виробництва, стимулювати експорт національної продукції і створити найбільше можливе число робочих місць для безробітних. Перші роки президентства Бен Алі стали для країни часом економічного підйому.
Бен Алі чотири рази обирався президентом, востаннє 25 жовтня 2009.
У грудні 2010 — січні 2011 у країні розгорнулася хвиля народного невдоволення і заворушень, люди були обурені високими цінами, корупцією і клановістю. Поліція застосовувала зброю проти протестувальників, було вбито десятки осіб (опозиція називала кількість загиблих близько 70 осіб). 14 січня після масової демонстрації у міністерства внутрішніх справ у країні було введено надзвичайний стан. Президент бен Алі покинув країну; Франція його не прийняла, тож бен Алі відлетів з родиною до Саудівської Аравії, перед тим декретом передавши повноваження прем'єру Мухаммеду Ґаннуші. Фактично армія взяла владу в свої руки.
Наступного дня, 15 січня, Конституційна рада країни заявила про відсторонений від влади президента Зіна ель-Абідіна бен Алі. Відповідно до основного закону Тунісу, тимчасовим лідером держави оголошено спікера парламенту Фуада Мубазаа (Foued Mebazaa). Протягом найближчих пів року в Тунісі мають пройти позачергові парламентські вибори.

## Заочний суд над Бен Алі
На початку травня 2011 року проти Бен Алі і його дружини Лейли Трабелсі було висунуто офіційні звинувачення. Тодішній міністр юстиції Лазар Кару Шеббі підтвердив 18 позицій звинувачення, в тому числі: «змову проти національної безпеки», «провокування хаосу, вбивств та грабежів», «вживання наркотиків», «незаконний обіг наркотиків» та «вбивства».
Перший вирок цивільного суду від 20 Червня 2011 року в Тунісі засудив Бен Алі та його дружину на 35 років позбавлення волі у в'язниці, а також до штрафів на мільйони доларів. Інші звинувачення у державних злочинах цей суд не розглядав. Звинувачення у вбивствах, тортурах і відмивання грошей розглядає окремий військовий трибунал. У цьому процесі Бену Алі загрожує смертна кара..

## Приватне життя
З 1964 по 1988 рік він був одружений з Наїмою Кефі, з якою має трьох дочок.
В середині 1980 він познайомився з Лейлою Трабелсі, з якою одружився в 1992, і з якою має двох дочок і одного сина. Лейла Бен Алі була визнана відповідальною в поширенні в Тунісі корупції, а основними бенефіціарами, за оцінкою американського посольства в Тунісі, є члени її власної родини — квазімафіозний клан Трабелсі.